# Regnbuelupin
Regnbuelupin (Lupinus x regalis) er en kraftigt voksende staude med tueformet løv og oprette blomsterstængler. Planten regnes for at være svagt giftig. 

## Beskrivelse
De grundstillede blade er hjulformede med lancetformede, helrandede småblade. Både over- og undersiden er friskt grønne, undersiden er lidt lodden. Blomstringen sker i juni, men der ses jævnligt sen efterblomstring helt ind i september. De ærteblomst-formede enkeltblomster er samlet i endestillede aks. De kan optræde i alle kombinationer af farver. Frøene modner godt og spirer (for) villigt.
Rodnettet består af en kraftig hovedrod med talrige siderødder. På rødderne ses små knuder, der indeholder kvælstof-fixerende bakterier. 
Højde x bredde og årlig tilvækst: 1 × 0,35 m (100 × 3 cm/år). Den enkelte plante overlever dog næppe mere end 4-5 år.

## Hjemsted
Regnbuelupinerne er krydsninger mellem forældrene, L. polyphyllus og L. arboreus. Disse arter vokser begge i det nordvestlige USA, hvor der er gruset, næsten rå jord.

## Kun blå blomster
Man ser ofte, at en population af disse planter udvikler sig til udelukkende at bære blå blomster. Dette skyldes en tilfældig, men stabil, arvelig forbindelse mellem blåfarvede blomster og hårdførhed.
| Portal | Portal:Botanik |